# 広島電鉄本線

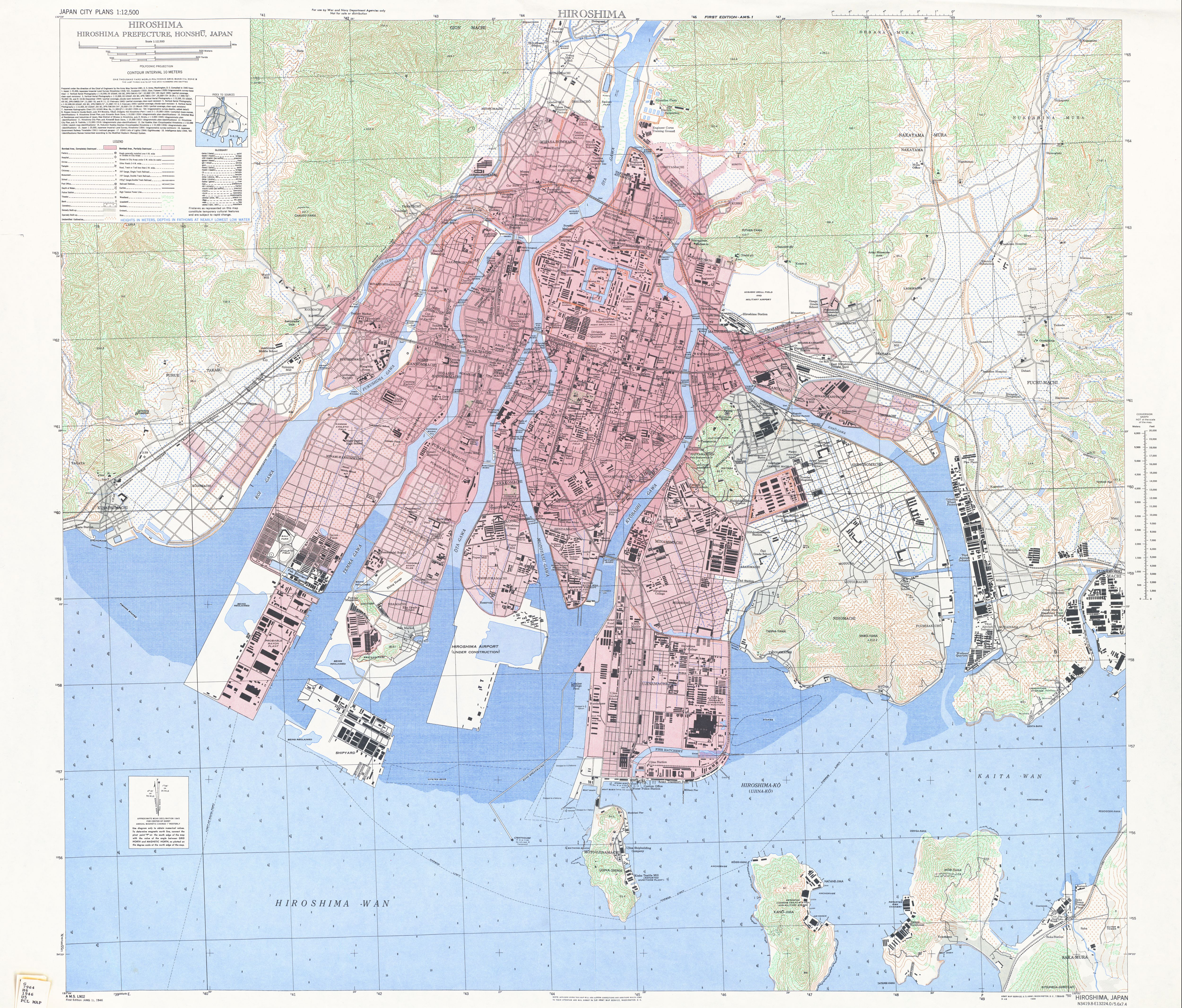
1945年米軍作成の広島市地図。当時の路線が確認できる。

本線（ほんせん）は、広島県広島市南区の広島駅停留場から同市西区の広電西広島（己斐）駅までを結ぶ、広島電鉄の軌道路線（路面電車）である。

## 概要
広島市の中心部（デルタ地域）を東西に貫く路線で、紙屋町・八丁堀といった都心（中心業務地区）とJR駅（広島駅・西広島駅）とを結ぶ役割を持ち、世界遺産の原爆ドームの前も経由している。荒神橋（猿猴川）、稲荷大橋（京橋川）、相生橋（旧太田川）、広電天満橋（天満川）、新己斐橋（太田川放水路）と5つの橋を渡る。このうち広電天満橋は軌道専用橋で、本線唯一の専用軌道区間でもある。
大半の区間は相生通り、寺町通り、平和大通りなど幅員の広い幹線道路の併用軌道として敷設されているが、土橋町交差点から天満町交差点間は幅員15m前後（通常の道路では片側1車線+両歩道程度）の道路に複線の軌道が敷設されているため、この間の停留場（小網町、天満町、観音町）はホームの幅員が狭いか安全地帯がなく、停車前の車内放送でその旨の注意アナウンスがある。
駅ナンバリングで使われる路線記号はMで、番号は直通運転している宮島線と一体で振られている。かつてはラインカラーとして緑色（■）が使われていた。
2025年8月に広島駅 - 稲荷町間が駅前大橋 (広島市)経由に変更され、同時に広島駅 - 的場町間が廃止となった。なお、的場町 - 稲荷町間は循環ルートへの切り替え工事のため2026年春（予定）まで休止中であるが、路線名の扱いについては発表されていない。

### 路線データ
- 路線距離（営業キロ）：5.2 km[1]
- 軌間：1435 mm
- 停留場数：17（起終点含む、紙屋町停留場は1つの電停として計算）
- 複線区間：全線
- 電化区間：全線（直流600 V）

## 運行形態
広島電鉄の市内線のすべての系統が本線を経由し、すべての区間で複数系統の電車が運行されている。このため、大半の停留場に行き先を案内する接近表示装置が設けられている。
本線の全区間を走行するのは2号線（広島駅 - 八丁堀 - 広電西広島 - 広電宮島口）のみ。2号線を含めてすべての系統が別の路線に乗り入れており、本線のみで完結する系統はない（2001年10月までは、広島駅 - 八丁堀 - 己斐のみを運転する系統を2号線とし、宮島線に直通する便は「番号なし」であった）。
2013年（平成25年）2月15日のダイヤ改正より、9号線（白島 - 八丁堀）の一部の電車が八丁堀停留場から先、紙屋町、土橋経由で、江波線へ直通を開始した。

## 歴史
- 1912年（大正元年）
  - 11月23日：広島駅前（現・広島駅） - 櫓下（後の相生橋、現・原爆ドーム前）間が開業。
  - 12月8日：相生橋 - 己斐間が開業し全通。
- 1944年（昭和19年）12月26日 左官町（現・本川町） - 土橋間の路線を堺町経由から十日市町経由に変更（堺町経由は廃止）。横川線の左官町 - 十日市町間を本線に編入。
- 1945年（昭和20年）
  - 8月6日：原爆投下により、全線で不通。
  - 8月9日：西天満町 - 己斐間が単線で復旧。
  - 8月15日：西天満町 - 小網町間が単線で復旧。
  - 8月19日：小網町 - 土橋間が単線で復旧。
  - 8月21日：土橋 - 十日市間が単線で復旧。
  - 8月23日：左官町 - 十日市間が単線で復旧。
  - 9月7日：八丁堀 - 左官町間が単線で復旧。
  - 10月1日：山口町 - 八丁堀間が単線で復旧。
  - 10月11日：山口町 - 広島駅前間が単線で復旧。
  - 12月：全線で複線運転を開始。
- 1946年（昭和21年）1月7日：本線・宇品線の循環運転を開始。
- 1958年（昭和33年）6月20日：午前ラッシュ時に広島駅前・宇品十三丁目（現在の宇品二丁目） - 草津（宮島線）間で直通運転開始。
- 1962年（昭和37年）1月10日：恒常ダイヤで広島駅前 - 広電廿日市（宮島線）間の直通運転開始。
- 1963年（昭和38年）5月6日：宮島線直通運転区間を広電宮島（現在の広電宮島口）まで延長。当初は広島駅発8：15 - 19：00の間、1日44便の運行だった。
- 1964年（昭和39年）9月1日 - 9月7日：太田川放水路工事にともない観音町 - 己斐間の路線を都町経由から平和大通り経由へ変更（旧線は廃止）。
- 1968年（昭和43年）6月1日：1号線宇品 - 広島駅前、2号線広島駅前 - 己斐、3号線己斐 - 宇品を循環式からピストン運行に変更。
- 1999年（平成11年）：この年のダイヤ改正で1号線・3号線の午前ラッシュ時の単車の車掌乗務がなくなる。
- 2001年（平成13年）
  - 4月10日：広島駅前 - 原爆ドーム前間の運賃を期間限定で120円に値下げ（当初の半年間の予定を1年間に延長し2002年（平成14年）4月9日まで実施された）。
  - 11月1日：己斐停留場を広電西広島駅に統合。紙屋町停留場を紙屋町東と紙屋町西に分割（正式には紙屋町のまま）。同時に広島駅前 - 己斐の旧2号線の定期運行が全廃され、宮島線直通電車が新しく2号線となる。
- 2013年（平成25年）2月15日：ダイヤ改正により9号線（白島 - 八丁堀）が江波線まで直通を開始。
- 2025年（令和7年）8月3日：広島駅 - 稲荷町間を駅前大橋ルート経由に変更[1]し、広島駅 - 的場町間を廃止。的場町 - 稲荷町間は循環ルートへの切り替えのため休止[2]。1号線（広島駅 - 紙屋町東間）快速便実証運行開始[3]。
- 2026年（令和8年）春（予定）：循環ルート運行開始により、的場町 - 稲荷町間を再開[2]。

## 停留場一覧
- 全停留場が広島県広島市内に所在。
- 9号線は平日・休日とも2往復のみ。
- 快速は1号線の平日朝ラッシュ時間帯のみ[3]。●：停車、↓：通過（下りのみ運転）。

| 番号         | 停留場名                  | 営業キロ     | 営業キロ     | 快速                  | 系統                  | 系統                  | 系統                  | 系統                                                                            | 系統                  | 系統 | 系統                  | 接続路線・備考 | 所在地                                     |
| 番号         | 停留場名                  | 駅間         | 累計         | 快速                  | 系統                  | 系統                  | 系統                  | 系統                                                                            | 系統                  | 系統 | 系統                  | 接続路線・備考 | 所在地                                     |
| ------------ | ------------------------- | ------------ | ------------ | --------------------- | --------------------- | --------------------- | --------------------- | ------------------------------------------------------------------------------- | --------------------- | --- | --------------------- | --- | ------------------------------------------ |
| M01          | 広島駅停留場              | -            | 0.0          | ●                     | 0                     | 1                     | 2                     | 5                                                                               | 6                     | |                       | 西日本旅客鉄道： 山陽新幹線・ 山陽本線・ 可部線・ 呉線・ 芸備線 ⇒ 広島駅（JR-G01・JR-R01・JR-B01・JR-Y01・JR-P01） | 南区                                       |
| M02          | 稲荷町停留場              | 0.6          | 0.6          | ●                     | 0                     | 1                     | 2                     | 5                                                                               | 6                     | 広島電鉄： 皆実線 |                       | | 南区                                       |
| M03          | 銀山町停留場              | 0.4          | 1.0          | ↓                     | 0                     | 1                     | 2                     |                                                                                 | 6                     | | 中区                  | |                                            |
| M04          | 胡町停留場                | 0.2          | 1.2          | ↓                     | 0                     | 1                     | 2                     |                                                                                 | 6                     | | 中区                  | |                                            |
| M05          | 八丁堀停留場              | 0.1          | 1.3          | ●                     | 0                     | 1                     | 2                     | 9                                                                               | 6                     | 広島電鉄： 白島線 | 中区                  | |                                            |
| M06          | 立町停留場                | 0.3          | 1.6          | ↓                     | 0                     | 1                     | 2                     | 9                                                                               | 6                     | | 中区                  | |                                            |
| M07          | 紙屋町停留場 （紙屋町東） | 0.3          | 1.9          | ●                     | 0                     | 1                     | 2                     | 9                                                                               | 6                     | 広島電鉄：宇品線（本通経由） 宇品線 広電本社前経由 広島港まで直通運転 宇品線 広電本社前まで直通運転 宇品線 広電本社前経由 広島港まで直通運転 広島高速交通：アストラムライン（県庁前駅） | 中区                  | |                                            |
| M08          | 紙屋町停留場 （紙屋町西） | 0.3          | 1.9          | 宇品線直通            | 0                     | 3                     | 2                     | 9                                                                               | 6                     | 広島電鉄：宇品線（本通経由） 宇品線 広電本社前経由 広島港まで直通運転 宇品線 広電本社前まで直通運転 宇品線 広電本社前経由 広島港まで直通運転 広島高速交通：アストラムライン（県庁前駅） | 中区                  | 7 |                                            |
| M09          | 原爆ドーム前停留場        | 0.3          | 2.2          | 宇品線直通            | 0                     | 3                     | 2                     | 9                                                                               | 6                     | | 中区                  | 7 |                                            |
| M10          | 本川町停留場              | 0.4          | 2.6          | 宇品線直通            | 0                     | 3                     | 2                     | 9                                                                               | 6                     | | 中区                  | 7 |                                            |
| M11          | 十日市町停留場            | 0.3          | 2.9          | 宇品線直通            | 0                     | 3                     | 2                     | 9                                                                               | 6                     | 8 | 中区                  | 7 | 広島電鉄：横川線 横川線 横川駅まで直通運転 |
| M12          | 土橋停留場                | 0.3          | 3.2          | 宇品線直通            | 0                     | 3                     | 2                     | 9                                                                               | 6                     | 8 | 中区                  | | 広島電鉄：江波線 江波線 江波まで直通運転   |
| M13          | 小網町停留場              | 0.2          | 3.4          | 宇品線直通            | 0                     | 3                     | 2                     |                                                                                 |                       | | 中区                  | |                                            |
| M14          | 天満町停留場              | 0.3          | 3.8          | 宇品線直通            | 0                     | 3                     | 2                     |                                                                                 | 西区                  | |                       | |                                            |
| M15          | 観音町停留場              | 0.2          | 4.0          | 宇品線直通            | 0                     | 3                     | 2                     |                                                                                 | 西区                  | |                       | |                                            |
| M16          | 西観音町停留場            | 0.3          | 4.3          | 宇品線直通            | 0                     | 3                     | 2                     |                                                                                 | 西区                  | |                       | |                                            |
| M17          | 福島町停留場              | 0.3          | 4.5          | 宇品線直通            | 0                     | 3                     | 2                     |                                                                                 | 西区                  | |                       | |                                            |
| M18          | 広電西広島（己斐）駅      | 0.7          | 5.2          | 宇品線直通            | 0                     | 3                     | 2                     | 広島電鉄：宮島線（一部系統直通） 西日本旅客鉄道： 山陽本線 ⇒ 西広島駅（JR-R04） | 西区                  | |                       | |                                            |
| 直通運転区間 | 直通運転区間              | 直通運転区間 | 直通運転区間 | 宮島線 広電宮島口まで | 宮島線 広電宮島口まで | 宮島線 広電宮島口まで | 宮島線 広電宮島口まで | 宮島線 広電宮島口まで                                                           | 宮島線 広電宮島口まで | 宮島線 広電宮島口まで | 宮島線 広電宮島口まで | 宮島線 広電宮島口まで                                                                                              | 宮島線 広電宮島口まで                      |

### 広島駅 - 的場町 - 稲荷町間
広島駅 - 的場町間は2025年8月2日廃止、的場町 - 稲荷町間は同日より休止。
- 0号線・1号線・2号線・5号線・6号線が経由していた。
- 全停留場が広島市南区内に所在。

| 番号 | 停留場名       | 営業キロ | 営業キロ | 接続路線・備考        |
| 番号 | 停留場名       | 駅間     | 累計     | 接続路線・備考        |
| ---- | -------------- | -------- | -------- | --------------------- |
| M1   | 広島駅停留場   | -        | 0.0      | 上記参照              |
| M2   | 猿猴橋町停留場 | 0.2      | 0.2      |                       |
| M3   | 的場町停留場   | 0.3      | 0.5      | 広島電鉄：皆実線 (H3) |
| M4   | 稲荷町停留場   | 0.3      | 0.8      | 広島電鉄：本線        |

### 廃止施設
廃止区間の停留場を除く。
- 己斐停留場 - 広島駅起点5.1km、2001年11月1日廃止。